# Mühlacker
Mühlacker (pronunciación en alemán: /ˈmyːlˌʔakɐ/ⓘ) es una ciudad del land de Baden-Württemberg, en Alemania. Pertenece a la región administrativa (Regierungsbezirk) de Karlsruhe y al distrito de Enz, del que es la ciudad más populosa, contando con 25.512 habitantes a 31-12-2009.
Mühlacker se encuentra situada al noroeste de Baden-Württemberg, a unos 12 km al NO de Pforzheim, en el valle del río Enz, principal afluente por la izquierda del Neckar.
Mühlacker es conocida por albergar, desde 1930 una instalación radiotransmisora en la que estuvo erigida, entre 1934 y 1945, la torre más alta nunca construida en madera (190 metros).

## Referencias

Iglesia del Corazón de Jesús